# Aprostocetus imago
Aprostocetus imago är en stekelart som beskrevs av Girault 1915. Aprostocetus imago ingår i släktet Aprostocetus och familjen finglanssteklar. Inga underarter finns listade i Catalogue of Life.